# Karbinec evropský

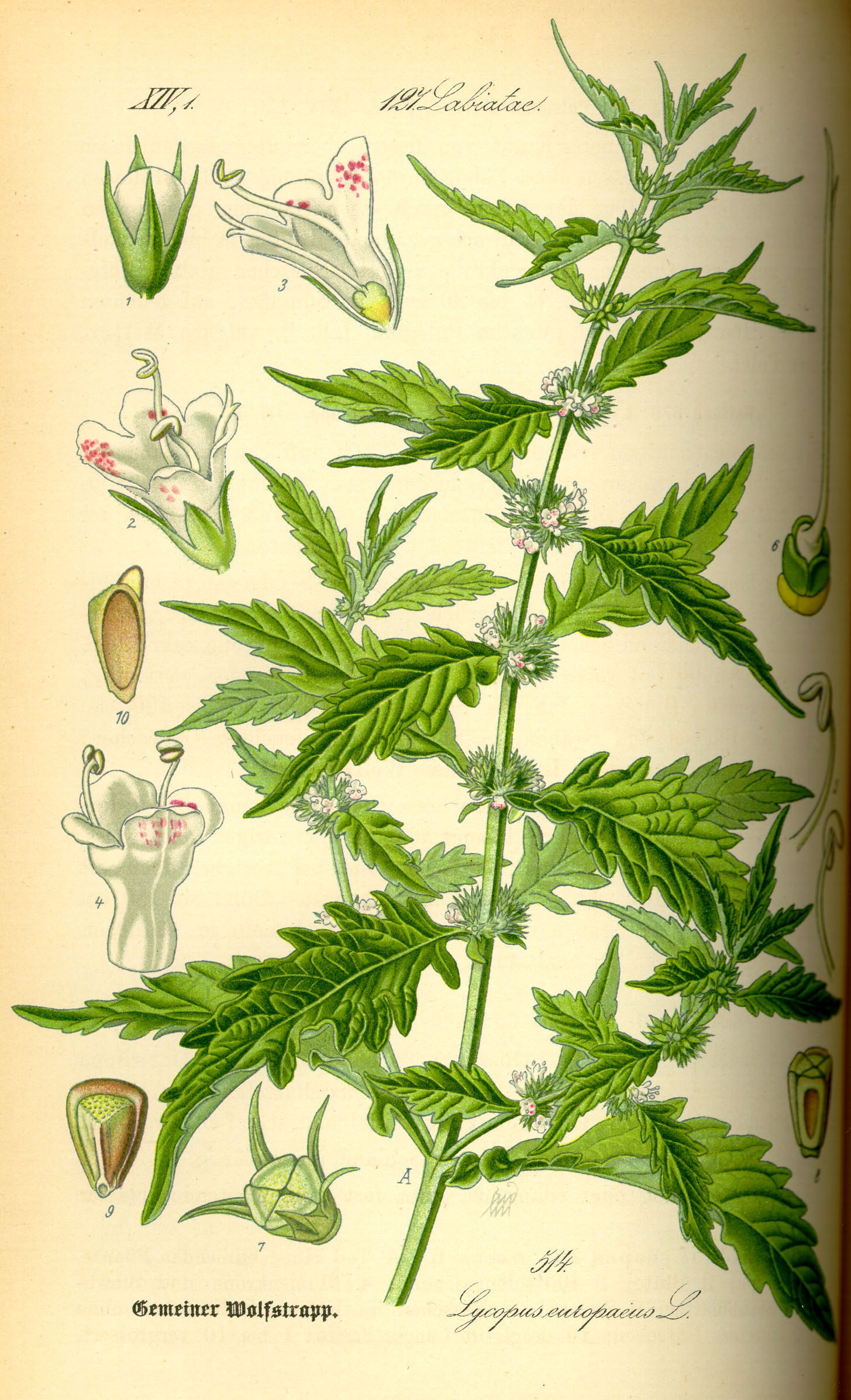
Zobrazení Karbince evropského

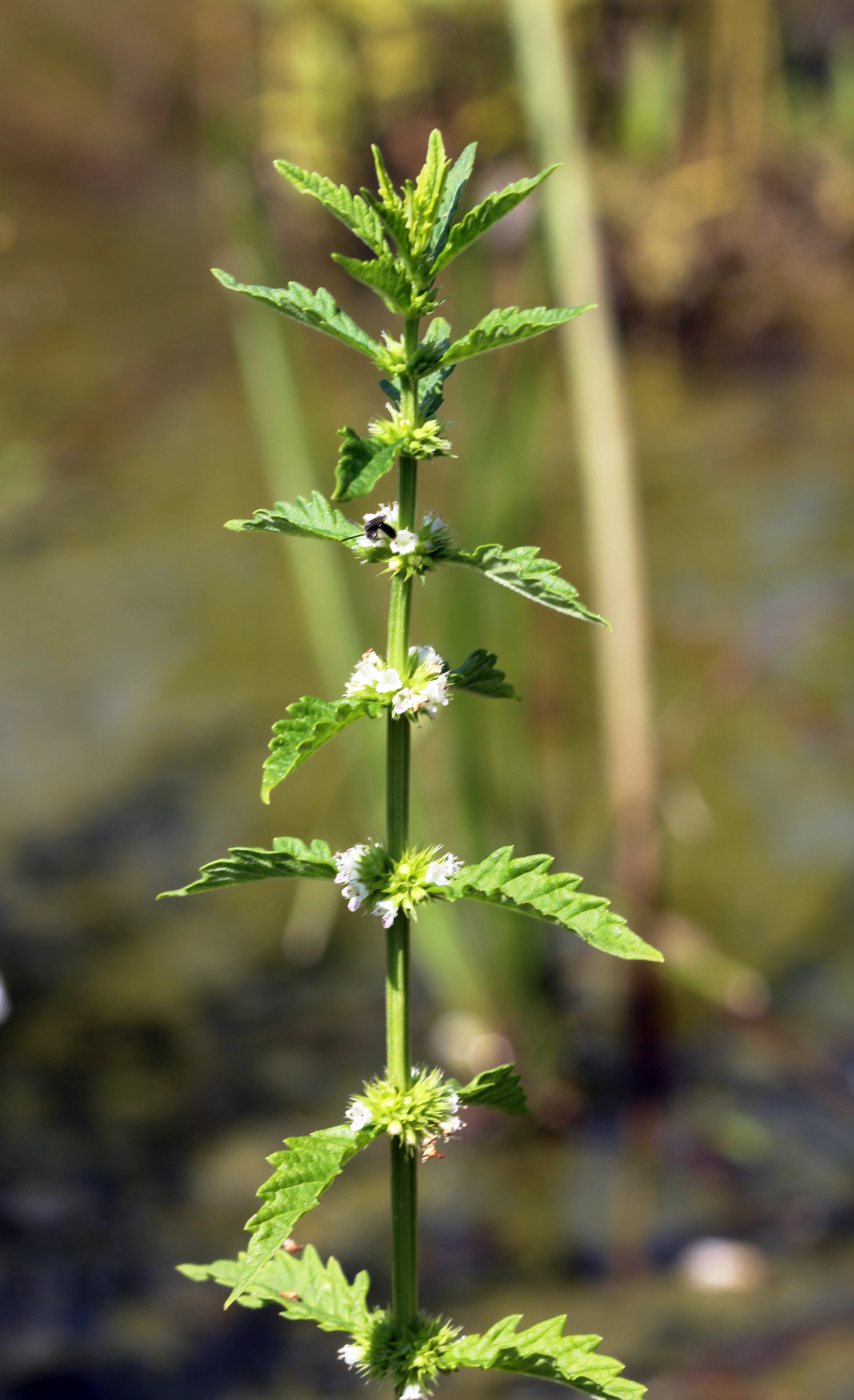
Lodyha s květy

Karbinec evropský (Lycopus europaeus) je vytrvalá, středně vysoká, střídmě rozvětvená, planě rostoucí rostlina vlhkých míst, kvetoucí v létě mnoha drobnými, bílými květy. V české přírodě je původním druhem a jedním ze dvou druhů rodu karbinec, které se v ní vyskytují.

## Rozšíření
Areál původního výskytu karbince evropského (jak již napovídá druhové jméno) se rozkládá, vyjma nejsevernějších oblastí, téměř v celé Evropě. Východním směrem dále přetržitě pokračuje v Asii přes Kavkaz, Střední Asii, Čínu a západní Sibiř až na Dálný východ. Na jihu zasahuje na území jihozápadní Asie i do oblasti západního Himálaje v Pákistánu. Mimo toto původní rozšíření se dostal i do zemí severní Afriky v oblastech přiléhajících ke Středozemnímu moři. Rozšířen byl též do Severní Ameriky, kde roste na východě Kanady a Spojených států amerických.
V české krajině je původním druhem pouze v planárním stupni na jihu Moravy v údolních nivách řek Moravy a Dyje. Postupně byl zavlečen i do kolinního stupně a nyní roste, s různou intenzitou výskytu, na mnoha místech republiky do nadmořské výšky asi 800 m n. m.

## Ekologie
Je to hemikryptofyt vyskytující se ve vlhkých lužních lesích, mokřadních olšinách, na březích rybníků, jezer, řek, příkopů i odvodňovacích struh, na aluviálních loukách i dnech vypuštěných rybníků. Nejlépe mu vyhovuje zbahněná půda dobře zásobená humusem a dusíkem, která může být i mírně zasolená. Dobře snáší jarní zaplavení stanoviště a letní vyschnutí půdy. Často se vyskytuje i na místech ovlivněných lidskou činností. Býložravci tyto rostliny nespásají. Ploidie druhu, kvetoucího od července až do začátku září, je 2n = 22.

## Popis

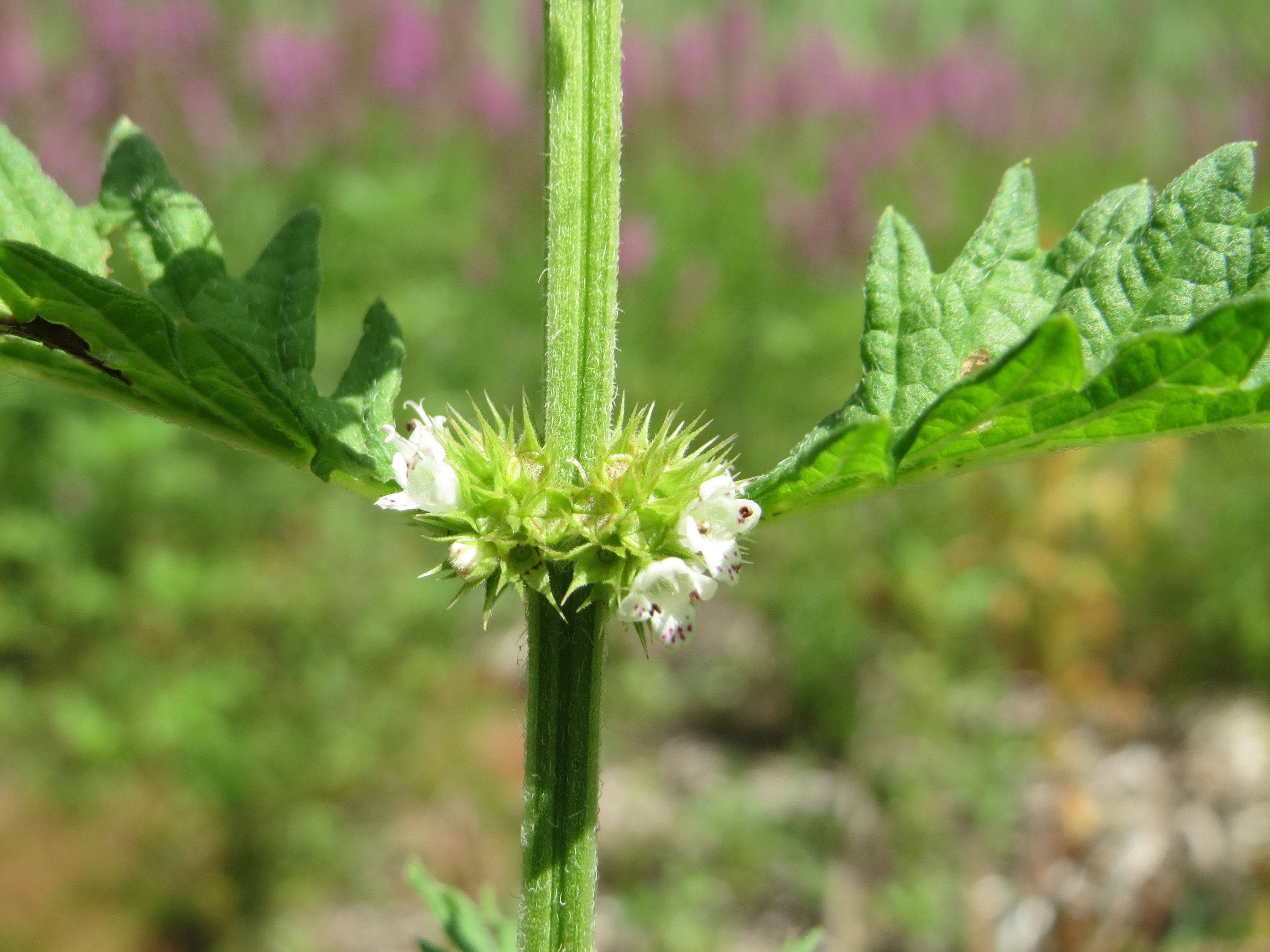
Květenství

Vytrvalá bylina se čtyřhrannou, světle zelenou nebo nažloutlou, přímou nebo krátce vystoupavou lodyhou vysokou 20 až 80 cm, vyrůstající ze šikmého oddenku s tenkými, bělavými výběžky. Lodyha je lysá nebo na hranách krátce chlupatá, dutá a obvykle řídce větvená. Křížmostojné listy bez palistů jsou krátce řapíkaté nebo přisedlé a jejich čepel bývá 6 až 12 cm dlouhá a 2,5 až 3,5 cm široká, v obryse eliptická, vejčitá až kopinatá, na konci tupě špičatá, lysá a jen na světlejší spodní straně na žilkách řídce chlupatá. Listy na spodu lodyhy bývají peřenodílné až peřenosečné, částečně i peřenolaločné až hrubě zubaté, s úkrojky kolmo nebo nazpět odstávajícími. Střední lodyžní listy jsou o něco méně členěné, horní listy jsou kratší, užší a ještě méně členěné.
Drobné bílé, nachově tečkované, nevonné květy v hustých lichopřeslenech spočívají v úžlabích vstřícných listů. Květenství obsahují po 20 až 60 nahloučených květech, jejich méně členěné listeny se tvarem podobají listům a listence jsou úzce kopinaté. Kalich s pěti cípy je srostlý, neopadavý, nálevkovitý, 3 mm dlouhý a do větší poloviny členěný, tři jeho cípy s třemi žilkami jsou delší (3 mm) a dva se dvěma žilkami jsou kratší (2 mm). Bílá, srostlá, trubkovitá koruna s červenými skvrnkami je čtyřlaločná, asi 4 mm dlouhá, horní pysk je celistvý a tří laloky spodního pysku jsou shodně velké; koruna není zřetelně dvoupyská, ale téměř pravidelně čtyřcípá. V květu jsou dvě tyčinky s prašníky a čnělka s bliznou, podsemeníkový žláznatý val s nektarem je čtyřlaločný. Květ je protandrický, v prvé etapě po rozvití květů přesahují ven z koruny zralé prašníky a teprve když se vypýlí a uvadnou, tak dospějí vajíčka v semeníku, čnělka povyroste, blizna dospěje a přečnívá lístky koruny. Květy rozkvétají postupně, jen málo jich kvete současně, opylovány jsou včelami, mouchami i vosami.
Ve zralosti se plody nacházejí na dně neopadavého kalichu, jsou to obvykle čtyři trojhranné tvrdky asi 1,5 mm velké a na vrcholu uťaté. Tvrdky slouží jako semena k rozmnožování, dobře a dlouho plavou a bývají šířeny právě vodou. Bylina se přirozeně rozmnožuje i rozrůstáním výběžků z kořenových oddenků a na vhodných stanovištích vyrůstají celé kolonie.

## Taxonomie
Karbinec evropský je v české přírodě evidován ve dvou poddruzích:
- karbinec evropský pravý (Lycopus europaeus subsp. europaeus)
- karbinec evropský mátolistý (Lycopus europaeus subsp. menthifolius (Mabille) Skalický)

Karbinec evropský pravý, nominátní poddruh, má listy většinou eliptické nebo úzce kopinaté, jež jsou v dolní části čepele peřenoklané až peřenodílné, na vrcholu špičaté až tupě špičaté, na líci listu jsou lysé a na rubu na žilkách přitiskle chlupaté. Je velice variabilním druhem ve tvaru listů, velikosti listů i lodyhy a také v pohlavnosti květů. Většina jeho květů je oboupohlavných, někdy se však na rostlině objeví několik květů s redukovanými prašníky, nebo naopak s redukovanými bliznami. Občas vyrostou rostliny pouze s květy samičími, ty jsou vždy v porovnání s rostlinami oboupohlavnými mohutnější.
Karbinec evropský mátolistý se od nominátního poddruhu odlišuje hlavně širší čepelí listů (poměr délky ku šířce je 1:1 až 2:1), které jsou po obvodě vroubkované nebo peřenolaločné, na vrcholu tupé až zaokrouhlené a přitiskle chlupaté s delšími, 4 až 6buněčnými chlupy. Původní areál tohoto poddruhu zahrnuje ostrov Korsiku, Itálii, Severní Makedonii, Řecko a Turecko. Na území dnešní České republiky byl zjištěn pouze v roce 1880 v oblasti Neratovic a pravděpodobně se jednalo jen o dočasný výskyt.
Stejně ojediněle byl v roce 1921 shledán v okolí Lanžhota kříženec Lycopus × intercedens Rech., vzniklý hybridizaci druhů karbinec evropský a karbinec statný (Lycopus europaeus × Lycopus exaltatus).

## Význam
Šťáva z listů karbince evropského obsahuje třísloviny, které barví plátno na tmavě hnědo a kůži na černo. Z rostliny se získává droga „Lycopi europaei herba“, což je v době kvetení řezaná nať. Používá se čerstvá nebo se suší při teplotě do 40 °C. Usušená droga je téměř bez vůně a obsahuje asi 10 % tříslovin, hořčiny, pryskyřice, flavonoidy, silice, diterpeny, triterpeny a další látky. Používá se formou nálevů působících sedativně, hlavně při nervozitách, srdečních arytmiích, hypertyreóze štítné žlázy, poruchách vegetativního nervstva a neklidném spánku. Léčebný efekt se však dostavuje až po dlouhodobém užívání, doporučená denní dávka sušené drogy je 1 až 2 gramy.